# Massimo Morabito
Pour les articles homonymes, voir Morabito.
Massimo Morabito, né le 25 février 1993, est un coureur cycliste luxembourgeois, membre de l'équipe Leopard. Il remporte en 2014 le titre de champion du Luxembourg de cyclo-cross des moins de 23 ans.

## Biographie
Massimo Morabito naît le 25 février 1993 au Luxembourg.
Il entre en 2014 dans l'équipe Leopard Development, et devient champion du Luxembourg de cyclo-cross espoirs.

## Palmarès sur route
- 2013[1]
  - Grand Prix François-Faber
  - 3e du championnat du Luxembourg du contre-la-montre espoirs
  - 3e du championnat du Luxembourg sur route espoirs

## Palmarès en cyclo-cross
- 2012-2013[1]
  - 2e du championnat du Luxembourg de cyclo-cross
- 2013-2014
  -  Champion du Luxembourg de cyclo-cross espoirs
  - Cyclo-cross de Bettange-sur-Mess, Bettange-sur-Mess
  - 2e du championnat du Luxembourg de cyclo-cross